# Différentiel généralisé
En mathématiques, et plus spécifiquement en analyse non lisse, on appelle différentiel généralisé ou différentielle généralisée les différentes notions généralisant aux fonctions non dérivables dans un sens classique, la notion de différentielle des fonctions différentiables au sens de Fréchet. Les fonctions considérées ne sont le plus souvent que localement lipschitziennes. Lorsque la fonction est convexe à valeurs réelles, on retrouve généralement le concept de sous-différentiel.
La notion de dérivée est fondamentale en analyse fonctionnelle car elle permet d'approcher localement des fonctions par des modèles linéaires, plus simples à étudier. Ces modèles fournissent des renseignements sur les fonctions qu'ils approchent, si bien que de nombreuses questions d'analyse passent par l'étude des fonctions linéarisées (stabilité, inversibilité locale, etc).
Le différentiel de Clarke, dont il est principalement question ci-dessous, est une notion décrivant le comportement local d'une fonction en un point. Si la fonction est dérivable en ce point (il faut un peu plus que cela en réalité), ce différentiel se confond avec la dérivée. Sinon c'est un ensemble d'approximations linéaires censées décrire toutes les possibilités de variation infinitésimale de la fonction. Ce différentiel est donc sujet à des variations brusques qui apparaissent lorsqu'on quitte un point de non-différentiabilité. On montre toutefois que, en tant que fonction multivoque, le différentiel de Clarke garde la propriété de semi-continuité supérieure.

## Quelques notions de différentiel
Soient {\displaystyle \mathbb {E} } et {\displaystyle \mathbb {F} } deux espaces normés de dimension finie, {\displaystyle \Omega } un ouvert de {\displaystyle \mathbb {E} } et {\displaystyle F:\Omega \to \mathbb {F} } une fonction localement lipschitzienne (c'est-à-dire lipschitzienne sur un voisinage de tout point de {\displaystyle \Omega }, avec une constante de Lipschitz pouvant varier avec le point). On note {\displaystyle \Omega _{F}} l'ensemble des points où {\displaystyle F} est Fréchet différentiable. Par le théorème de Rademacher, on sait que {\displaystyle \Omega \setminus \Omega _{F}} est négligeable pour la mesure de Lebesgue dans {\displaystyle \mathbb {E} }.

### Différentiel de Clarke

#### Définitions
Le différentiel de Bouligand en {\displaystyle x\in \Omega } de {\displaystyle F} est l'ensemble
Ce différentiel n'est ni simple à calculer, ni facile à manier. Par exemple, il ne permet pas d'avoir des conditions d'optimalité en optimisation et ne permet pas d'avoir un théorème de la moyenne. On obtient de meilleures propriétés en prenant son enveloppe convexe, ce qui conduit au différentiel de Clarke.
Le différentiel de Clarke en {\displaystyle x\in \Omega } est l'ensemble
où {\displaystyle \operatorname {co} P} désigne l'enveloppe convexe de l'ensemble {\displaystyle P}.

Exemple. On considère la fonction linéaire par morceaux {\displaystyle F:\mathbb {R} ^{2}\to \mathbb {R} ^{2}} définie en {\displaystyle x\in \mathbb {R} ^{2}} par
{\displaystyle F(x)=\min(x,Mx),~~{\mbox{où}}~M={\begin{pmatrix}2&0\\1&1\end{pmatrix}}.}
On observe que {\displaystyle \Omega _{F}=\mathbb {R} ^{2}\setminus \mathbb {R} e^{2}} et on obtient
On a alors

#### Premières propriétés
On a bien sûr
avec égalité si {\displaystyle F} est différentiable dans un voisinage de {\displaystyle x} et si {\displaystyle F'} est continue en {\displaystyle x}, auquel cas les deux différentiels sont le singleton {\displaystyle \{F'(x)\}}. Mais si {\displaystyle F} est lipschitzienne dans un voisinage de {\displaystyle x} et seulement dérivable en {\displaystyle x}, {\displaystyle \partial _{\rm {C}}F(x)} n'est pas nécessairement un singleton, comme le montre le cas où la fonction {\displaystyle F:\mathbb {R} \to \mathbb {R} } est définie par
Elle est localement lipschitzienne en zéro. Sa dérivée en {\displaystyle x\neq 0} vaut {\displaystyle F'(x)=2x\sin(1/x)-\cos(1/x)} et {\displaystyle F'(0)=0}, si bien que {\displaystyle F} est dérivable en {\displaystyle x=0}, mais la dérivée n'est pas continue en {\displaystyle x=0}. En prenant des suites {\displaystyle \{x_{k}\}\to 0}, avec {\displaystyle x_{k}\neq 0}, telles que {\displaystyle \cos(1/x_{k})} soit constant dans {\displaystyle [-1,1]}, on voit que {\displaystyle \partial _{\rm {B}}F(0)=\partial _{\rm {C}}F(0)=[-1,1]}.
Propriétés immédiates — Si {\displaystyle F:\mathbb {E} \to \mathbb {F} } est {\displaystyle L}-lipschitzienne dans un voisinage de {\displaystyle x}, alors
1. {\displaystyle \partial _{\rm {C}}F(x)} est un convexe  compact non vide ({\displaystyle \|J\|\leqslant L} pour tout {\displaystyle J\in \partial _{\rm {C}}F(x)}),
2. {\displaystyle \partial _{\rm {C}}F} est semi-continue supérieurement en {\displaystyle x}.

On simplifie souvent le calcul de {\displaystyle \partial _{\rm {C}}F(x)} en ne retenant que des suites {\displaystyle \{x_{k}\}} dans {\displaystyle \Omega _{F}\setminus N} où {\displaystyle N} est un ensemble négligeable quelconque :

#### C-régularité
Les notion et propriété suivantes sont utiles pour obtenir le résultat de convergence locale de l'algorithme de Newton semi-lisse.
C-régularité — On dit que le C-différentiel {\displaystyle \partial _{\rm {C}}F(x)} est régulier s'il ne contient que des opérateurs inversibles. On dit alors que le point {\displaystyle x} est C-régulier.
Diffusion de la C-régularité — Si {\displaystyle F:\mathbb {E} \to \mathbb {F} } est lipschitzienne dans un voisinage de {\displaystyle x} et C-régulière en {\displaystyle x}, alors il existe des constantes {\displaystyle C>0} et {\displaystyle \varepsilon >0} telles que

### Différentiel produit

#### Définition
Le différentiel produit de {\displaystyle F} en {\displaystyle x\in \Omega } est le produit cartésien des différentiels de Clarke de chaque composante
Exemple. Si {\displaystyle F} est donnée comme dans l'exemple ci-dessus, on obtient
{\displaystyle \partial _{\times }F(x)=\{(I-D)I+DM:D~{\mbox{est diagonale avec}}~D_{ii}\in [0,1]\}.}

#### Propriété
On a
Comme le montre l'exemple ci-dessus, on n'a pas nécessairement l'égalité.